# دشيرة صنوبرية
دشيرة صنوبرية أو فراشة أعشاب الصنوبر (الاسم العلمي:Dasychira pinicola) هي نوع من الحشرات تتبع جنس الدشيرة من الفصيلة الأربوسية.